# Lotus Evora S

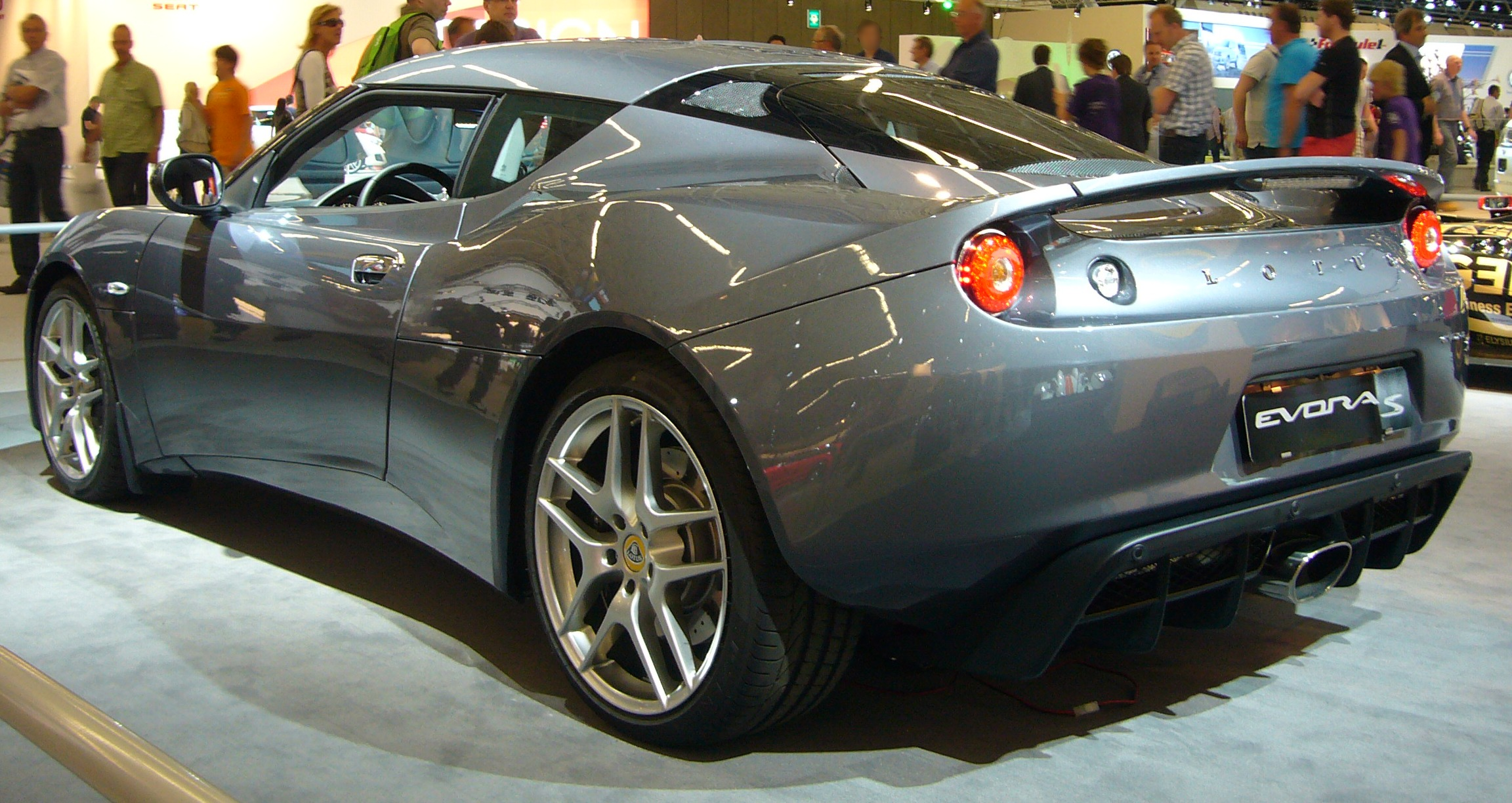
Lotus Evora S.

De Lotus Evora S is een krachtigere versie van de Lotus Evora.
De Lotus Evora S werd in 2010 voorgesteld op het autosalon van Parijs. Net zoals de standaard Evora kan de Evora S als vierzitter geleverd worden. De Lotus Evora S produceert meer pk doordat er een supercharger op de motor wordt geplaatst waardoor er meer lucht in de motor wordt gepompt. Door de toevoeging van de extra pk's haalt de Evora S 100 km/h in 4,6 s (in plaats van 5 s).
De Lotus Evora S is te onderscheiden van de gewone Evora door zijn opvallende diffuser en centrale (ovale) uitlaat.
In het voorjaar van 2013 introduceerde Lotus een speciale versie van de Evora S, de Evora S Sports Racer, die te herkennen is aan zijn zwarte onderdelen en is enkel verkrijgbaar in Europa.